# Adanaspor
Adanaspor is een Turkse voetbalclub uit Adana.
De club werd opgericht in 1954, en heeft oranje-wit als clubkleuren. Adanaspor was de tweede club uit Adana die het hoogste divisie bereikte. Dit gebeurde in 1971 toen de club promoveerde van de tweede hoogste niveau. De club speelt de thuiswedstrijden in het 5 Ocak Stadion. Dit stadion telt 16.095 zitplaatsen, en wordt gedeeld met Adana Demirspor. Naast voetbal houdt de club zich ook bezig met basketbal.

Adana ligt in de Middellandse Zeeregio.

## Geschiedenis

### Oprichting
De club werd in 1954 opgericht. Maar begon eigenlijk in 1966 aan de nationale reeksen, dezelfde jaar werd er ook een fusie ontstaan tussen twee clubs genaamd Akınspor en Torosspor. Deze clubs werden ook naar Adanaspor gefuseerd. Sinds het bestaan heeft de club een zware rivaliteit met het andere club uit Adana genaamd; Adana Demirspor. Buiten deze rivaliteit heeft Adanaspor ook nog vijandelijkheid tegen Mersin Idman Yurdu. De club heeft nog geen grote successen, maar behaalde wel tweemaal een vierde plaats in de hoogste divisie. In het seizoen 2001-2002 bereikte de club de halve finale van de Turkse beker, dit was een unicum. Uiteindelijk verloor Adanaspor in de halve finales met 0-1 tegen Kocaelispor.

### Oprichters
- Mehmet Eroğlu
- Mustafa Bekbaş
- Ali Gedikbaş
- Ahmet Kavrakoğlu
- Musa Çaldağ
- Nevzat Ağaoğlu
- Cumali Aslankeser
- Selim Zeper
- İsmail Kaplakaslan

### De jaren 70
De club bereikte in 1966 de tweede klasse, vijf jaar later stootte de club door naar de hoogste klasse. Na enkele seizoenen werd de club vierde en mocht zo Europees voetbal spelen. Het seizoen daarna ontsnapte de club net aan degradatie maar kon dat in 1978 herstellen met een nieuwe vierde plaats. Zo mocht de club dus voor het tweede keer voetballen in het UEFA Cup. Maar Adana werd weer meteen uitgeschakeld in de eerste ronde door het Hongaarse ploeg Honvéd Boedapest. De club verloor met 6-0 en speelde thuis nog 2-2 gelijk.

### De jaren 80
In 1981 werd de club zelfs vicekampioen, maar in 1984 degradeerde de club uiteindelijk toch. Na enkele seizoenen keerde de club in 1988 terug naar de Süper Lig en speelde daar twee seizoenen in de middenmoot.

### De jaren 90
In 1991 werd de club laatste. Nu duurde het tot 1998 vooraleer de club terugkeerde. Na een negende plaats in 2000 leek het alsof de club weer goed aansluiting kon vinden maar het volgende seizoen degradeerde de club opnieuw. Dit keer kon Adanaspor de afwezigheid tot één seizoen beperkten en werd elfde op 18 clubs.

### 2004-2010
In 2004 volgde een nieuwe degradatie. De club belandde in vrije val nadat financiële problemen de kop opstaken. Na een degradatie naar de derde klasse werd de club na één seizoen naar de vierde klasse verbannen, maar kon na één seizoen wel meteen terug promoveren. In 2008 promoveerde de club weer naar de tweede klasse. De club werd kampioen met 35 punten; 1 punt meer dan Karabükspor dat toen op de tweede plaats stond. In het seizoen 2008-2009 eindigde de club op een 8ste plaats. En in het seizoen 2009-2010 eindigde de club op een derde plaats, zo mocht de club play-off wedstrijden spelen. De club verloor meteen al de eerste wedstrijd met 3-1 tegen Konyaspor. Bij het tweede wedstrijd moest Adana het opnemen tegen Altay SK. Adanaspor verloor ook deze wedstrijd, deze keer met een 2-1 score. De kans dat Adana naar de Süper Lig zou promoveren leek zo erg klein. De club moest de laatste wedstrijd tegen Karşıyaka SK. Maar speelde 2-2 gelijk, moest de club deze wedstrijd winnen ging het toch niet door. De club uit Adana eindigde op een laatste plaats met 1 punt.

### 2010-2013
In het seizoen 2010/11 eindigde de club op een 12de plaats. Ook in het Turkse beker deed de club het dat seizoen niet goed, Adanaspor werd in de tweede ronde uitgeschakeld door Gaziantep BB met een 2-1 score. In 2011-2012 eindigde de club op een zesde plaats, en mocht weer meedoen aan de play-offs. In de halve finales moest de club het tweemaal opnemen tegen Rizespor. Adanaspor won de twee wedstrijden ; thuis met 3-1 en uit met 0-1. Zo mocht de club de finale spelen tegen Kasımpaşa SK. Tot aan de 90' minuut stond Kasımpaşa SK met 2-1 voor, maar in de 91' minuut scoorde Adanaspor. Zo ging de wedstrijd naar verlengingen. In de tweede helft van de verlenging verloor Adana, door een laat doelpunt in de 117' minuut.

### 2016 - Terugkeer naar Süper Lig
Tot en met het seizoen 2015-2016 bleef de club dus zonder promoties en degradaties uitkomen in de 1. Lig. In deze seizoen (2015-'16) wist de Adanaspor na al de jaren terug te promoveren naar de Süper Lig. De club werd kampioen met 65 punten 3 punten meer dan de nummer twee van de competitie (tevens ook de tweede promovendus) Karabükspor. Meteen na de promotie werden er belangrijke transfers gemaakt, om er voor te zorgen dat de club deze keer lange jaren zou kunnen uitkomen en een belangrijke waarde zou hebben in de hoogste divisie van het land. Zo kwamen onder andere Ousmane Viera en Hongaars international Vladimir Koman de club uit Adana versterken. Het was echter niet genoeg, want Adanaspor degradeerde hetzelfde seizoen alweer.

### 2023 - Aardbeving
Adanaspor trok zich terug uit de TFF 1. Lig na een zware aardbeving op 6 februari 2023. Naar aanleiding van de ramp maakte de clubleiding bekend zich terug te trekken uit de nationale competitie voor dat seizoen. De Turkse voetbalbond maakte bekend dat ze gehandhaafd zouden worden in de competitie voor het volgende seizoen.

## Statistieken

### Resultaten
| Seizoen | Klasse | Klasse | Klasse | Klasse | Reeks     | Punten | Beker |
|         | I      | II     | III    | IV     |           |        |       |
| ------- | ------ | ------ | ------ | ------ | --------- | ------ | ----- |
| 2002/03 | 11     |        |        |        | Süper Lig | 40     | 1R    |
| 2003/04 | 17     |        |        |        | Süper Lig | 22     | 2R    |
| 2004/05 |        | 17     |        |        | 1. Lig    | 27     | 1R    |
| 2005/06 |        |        | 8      |        | 2. Lig    | 0      | 1R    |
| 2006/07 |        |        |        | 2      | 3. Lig    | 57     |       |
| 2007/08 |        |        | 1      |        | 2. Lig    | 35     | 1R    |
| 2008/09 |        | 8      |        |        | 1. Lig    | 48     | 1R    |
| 2009/10 |        | 3      |        |        | 1. Lig    | 64     | 3R    |
| 2010/11 |        | 12     |        |        | 1. Lig    | 37     | 2R    |
| 2011/12 |        | 6      |        |        | 1. Lig    | 53     | 3R    |
| 2012/13 |        | 8      |        |        | 1. Lig    | 49     | 4R    |
| 2013/14 |        | 12     |        |        | 1. Lig    | 43     | 3R    |
| 2014/15 |        | 14     |        |        | 1. Lig    | 39     | 2R    |
| 2015/16 |        | 1      |        |        | 1. Lig    | 65     | Groep |
| 2016/17 | 18     |        |        |        | Süper Lig | 25     | 2R    |
| 2017/18 |        | 12     |        |        | 1. Lig    | 43     | 5R    |

### Gespeelde divisies
| Competitie | Seizoenen     | Seizoenen     | Seizoenen     | Seizoenen     | Seizoenen | Seizoenen     | Seizoenen |
| ---------- | ------------- | ------------- | ------------- | ------------- | --------- | ------------- | --------- |
| Süper Lig  | 71/72-83/84 ↓ | 88/89-90/91 ↓ | 98/99-00/01 ↓ | 02/03-03/04 ↓ | 16/17 ↓   |               |           |
| 1. Lig     | 65/66-70/71 ↑ | 84/85-87/88 ↑ | 91/92-97/98 ↑ | 01/02 ↑       | 04/05 ↓   | 08/09-15/16 ↑ | 17/18-    |
| 2. Lig     | 05/06 ↓       | 07/08 ↑       |               |               |           |               |           |
| 3. Lig     | 06/07 ↑       |               |               |               |           |               |           |

## Adanaspor in Europa
Uitslagen vanuit gezichtspunt Adanaspor
| Seizoen                                                    | Competitie | Ronde | Land                | Club             | Totaalscore | 1e W    | 2e W    | PUC |
| ---------------------------------------------------------- | ---------- | ----- | ------------------- | ---------------- | ----------- | ------- | ------- | --- |
| 1976/77                                                    | UEFA Cup   | 1R    | Vlag van Oostenrijk | Austria Salzburg | 2-5         | 0-5 (U) | 2-0 (T) | 2.0 |
| 1978/79                                                    | UEFA Cup   | 1R    | Vlag van Hongarije  | Honvéd Boedapest | 2-8         | 0-6 (U) | 2-2 (T) | 1.0 |
| 1981/82                                                    | UEFA Cup   | 1R    | Vlag van Italië     | Internazionale   | 2-7         | 1-3 (T) | 1-4 (U) | 0.0 |
| Totaal aantal behaalde punten voor UEFA coëfficiënten: 3.0 |            |       |                     |                  |             |         |         |     |

## Bekende (-ex)spelers
| Turken - Yener Arıca - Ersan Gülüm - Necati Ateş - Kemal Aslan - Erol Bulut - Gürhan Gürsoy - Özgürcan Özcan - Mehmet Yozgatlı - Mert Akyüz - Barış Memiş - Oğuz Çetin - İsmail Kartal - Günay Güvenç | Belgen - Olivier Suray Bosniërs - Suad Katana Duitsers - Thomas Berthold Ivorianen - Ousmane Viera Kameroeners - Charles Itandje Nederlanders - Oğuzhan Türk Polen - Janusz Kupcewicz Slowaken - Milan Timko |